# North East (Maryland)
North East è un comune degli Stati Uniti d'America, situato nello stato del Maryland, nella contea di Cecil.